# Whitley Strieber

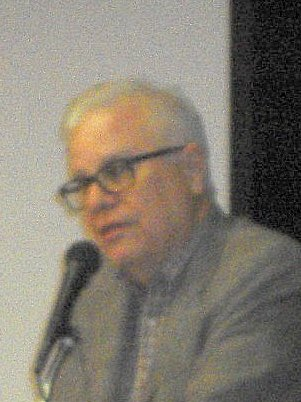
Whitley Strieber

Louis Whitley Strieber (* 13. Juni 1945 in San Antonio, Texas) ist ein US-amerikanischer Schriftsteller. Er ist sowohl durch seine Horrorromane bekannt als auch durch sein Buch Die Besucher (Communion), das von einer angeblich selbst erlebten Begegnung mit Außerirdischen handelt.

## Leben
Whitley Striebers Eltern waren der Anwalt Karl Strieber und dessen Ehefrau Mary Drought Strieber. Strieber arbeitete zunächst für verschiedene Werbefirmen, bevor er sich 1977 entschloss Schriftsteller zu werden. Er ist verheiratet und lebt mit seiner Frau Anne Strieber und dem gemeinsamen Sohn Andrew in San Antonio. Neben seiner schriftstellerischen Tätigkeit moderiert er eine eigene Radiosendung namens Dreamland.

## Bücher
Strieber begann seine schriftstellerische Karriere mit den beiden Horrorromanen Wolfsbrut (The Wolfen, 1978) und Der Kuss des Todes (The Hunger, 1981), die jeweils bereits kurz nach Erscheinen verfilmt wurden (siehe Wolfen und Begierde). In den Folgejahren verlegte er sich vom Horror- und Thriller-Genre auf politische und gesellschaftliche Themen. Besonders hervorzuheben ist der zusammen mit James Kunetka verfasste Roman Warday von 1984, der die Folgen eines begrenzten Atomkrieges zwischen den USA und der Sowjetunion beschreibt und dabei insbesondere auf die wirtschaftlichen und sozialen Auswirkungen eingeht. 1999 verfasste Strieber zusammen mit Art Bell den Roman Sturmwarnung (The Coming Global Superstorm), der den Inhalt des Katastrophenfilmes The Day After Tomorrow von Roland Emmerich aus dem Jahr 2004 vorwegnahm. Strieber verfasste später eine Romanfassung des Filmes.
Großes Aufsehen erregte er mit seinem – nach eigenen Angaben autobiographischen – Werk Die Besucher (Communion, 1987), in dem er davon berichtet, wie er aus seiner Blockhütte in New York von Außerirdischen entführt wurde, die medizinische Experimente an ihm vornahmen. Die Besucher stand sechzehn Wochen auf der Bestsellerliste der New York Times. Ein weiteres Werk über außerirdische Besucher ist Majestic (1989), in dem es um den Roswell-Zwischenfall in der Wüste von New Mexico im Jahre 1947 geht.

## Verfilmungen
Wolfsbrut wurde 1981 unter dem Originaltitel Wolfen vom Regisseur Michael Wadleigh, Der Kuss des Todes 1983 vom Regisseur Tony Scott unter dem Titel Begierde verfilmt. Die Besucher wurde 1989 mit Christopher Walken in der Hauptrolle unter der Regie von Philippe Mora filmisch umgesetzt.